# Jastarnia
Jastarnia [jaˈstarɲa] (deutsch Danziger Heisternest; kaschubisch Jastarniô) ist eine Stadt und ein Badeort in der polnischen Woiwodschaft Pommern. Sie ist Sitz der gleichnamigen Stadt-und-Land-Gemeinde mit etwa 3800 Einwohnern.

## Geographische Lage
Die Ortschaft liegt in der Mitte der Halbinsel Hel (Hela), die die Danziger Bucht von der Ostsee trennt.

## Geschichte
Zur Zeit des Deutschordensstaats Preußen hieß die Ortschaft Heigsternest.
Ursprünglich ging die Ortschaft aus zwei Fischerdörfern hervor, aus dem so genannten Putziger Heisternest (heute Jastarnia Pucka) und dem Danziger Heisternest (heute Bór). Das Danziger Heisternest wie auch das Städtchen Hela waren im 18. und 19. Jahrhundert Eigentumsortschaften der Stadt Danzig. Das Danziger Heisternest wurde von Protestanten bewohnt, während die Bewohner von Putziger Heisternest katholisch waren und kaschubisch sprachen. Noch heute sollen sich die Dialekte in den Ortsteilen unterscheiden lassen. Im Jahr 1871 hatte Danziger Heisternest 388 Einwohner und 89 Haushaltungen, die auf 74 Wohngebäude verteilt waren.
Die Halbinsel Hela hatte bis zum Inkrafttreten des Versailler Vertrags 1920 nach dem Ersten Weltkrieg zum Landkreis Putzig im Regierungsbezirk Danzig der Provinz Westpreußen des Deutschen Reichs gehört und musste dann zur Einrichtung des Polnischen Korridors an Polen abgetreten werden.
Der Bau der Bahnstrecke Reda–Hel im Jahr 1922 und ein eigener Hafen machten Heisternest innerhalb kurzer Zeit zu einem beliebten Seebad.
Nach dem Überfall auf Polen 1939 wurde Heisternest völkerrechtswidrig vom Deutschen Reich annektiert und gehörte nun zum Reichsgau Danzig-Westpreußen. Nach der Bedingungslose Kapitulation der Wehrmacht war die Halbinsel Hela mit 60.000 Flüchtlingen und Soldaten ab 9. Mai 1945 in der Hand der Roten Armee und ein großes Kriegsgefangenen Lager. In Jastarnia dabei war der Sanitätsfeldwebel Bernhard Häring, ein kath. Priester. Er wechselte in Priesterkleidung und wirkte hier bis Oktober 1945 unerkannt als Pfarrer.

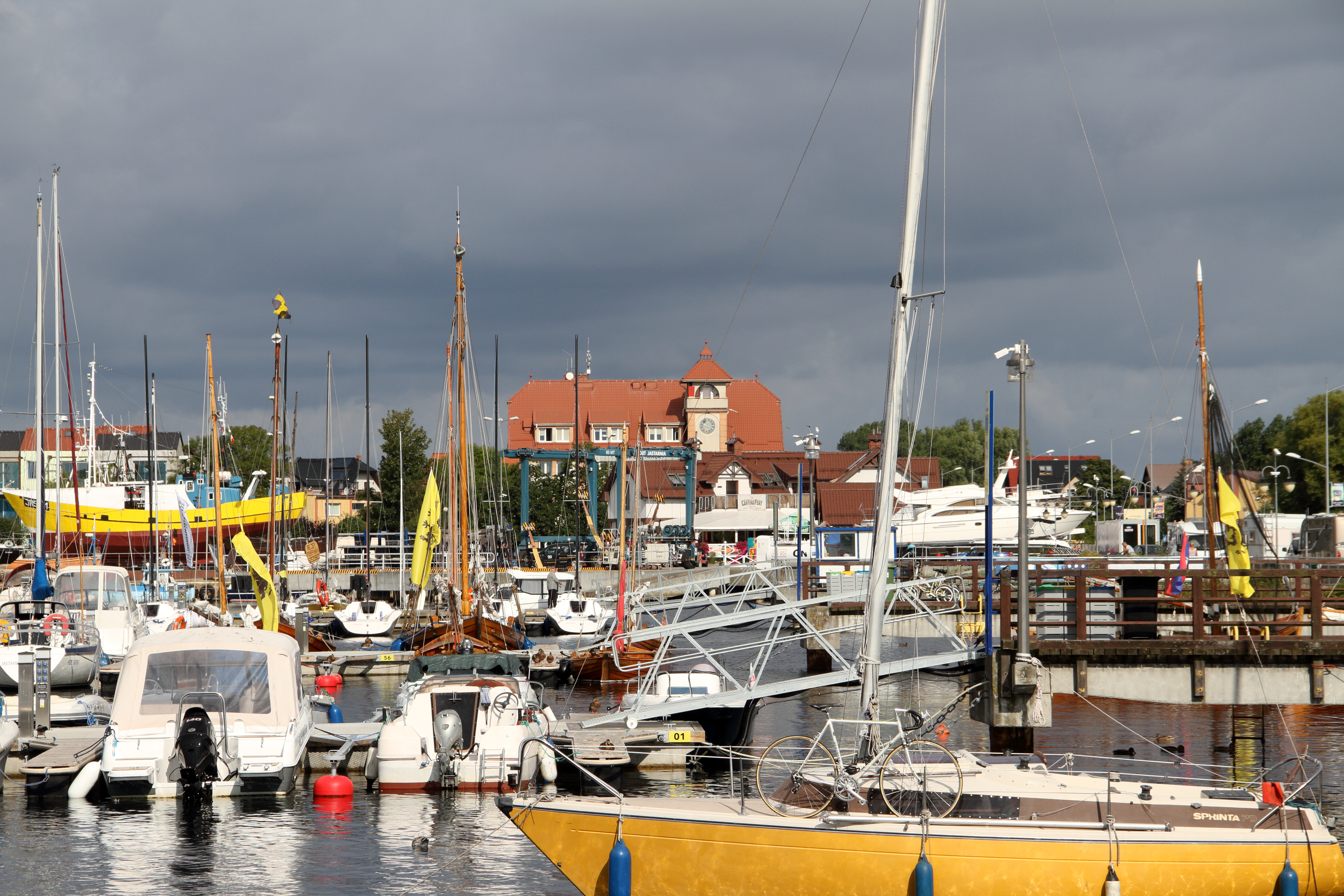
Hafen von Jastarnia
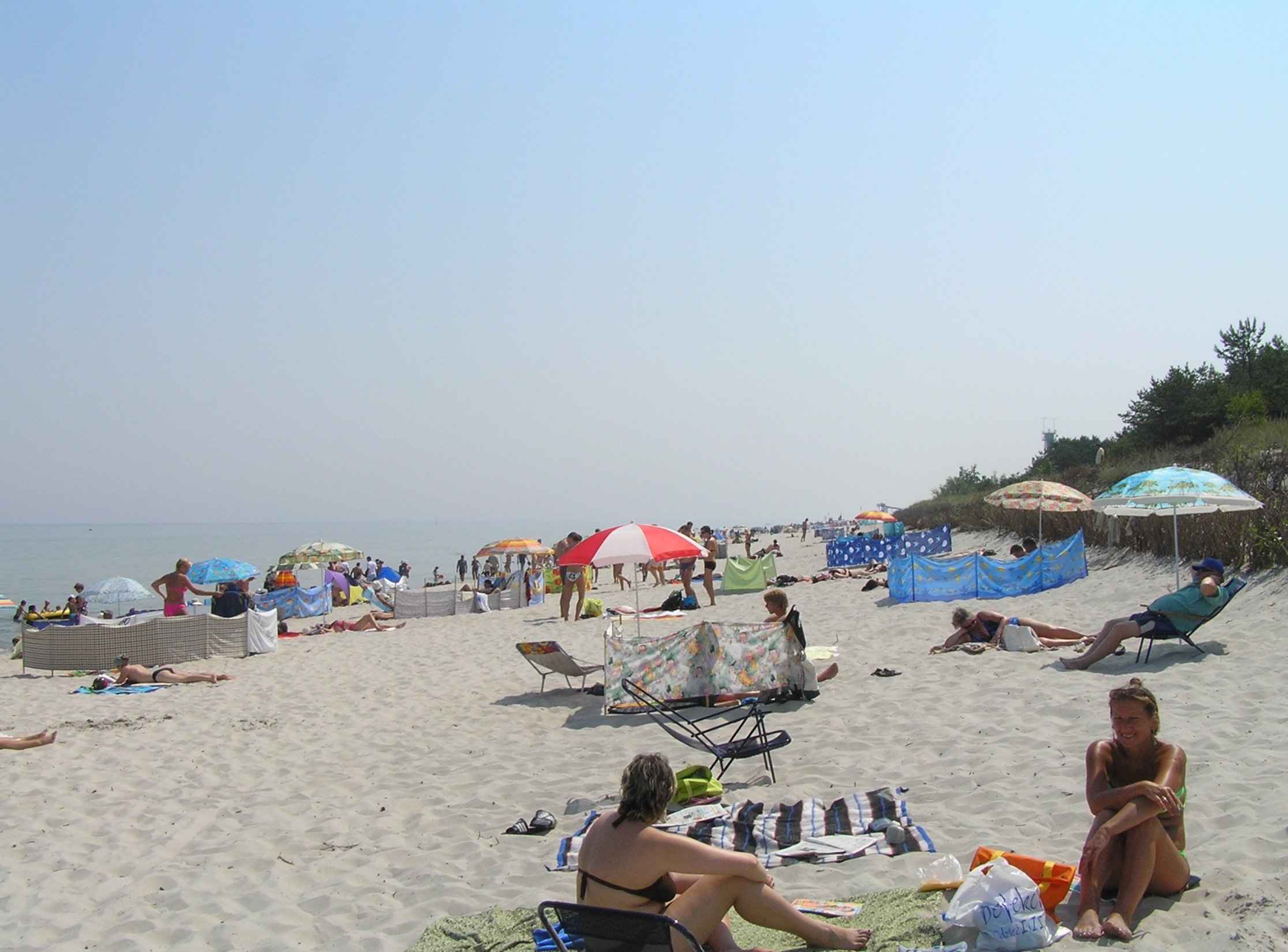
Strand
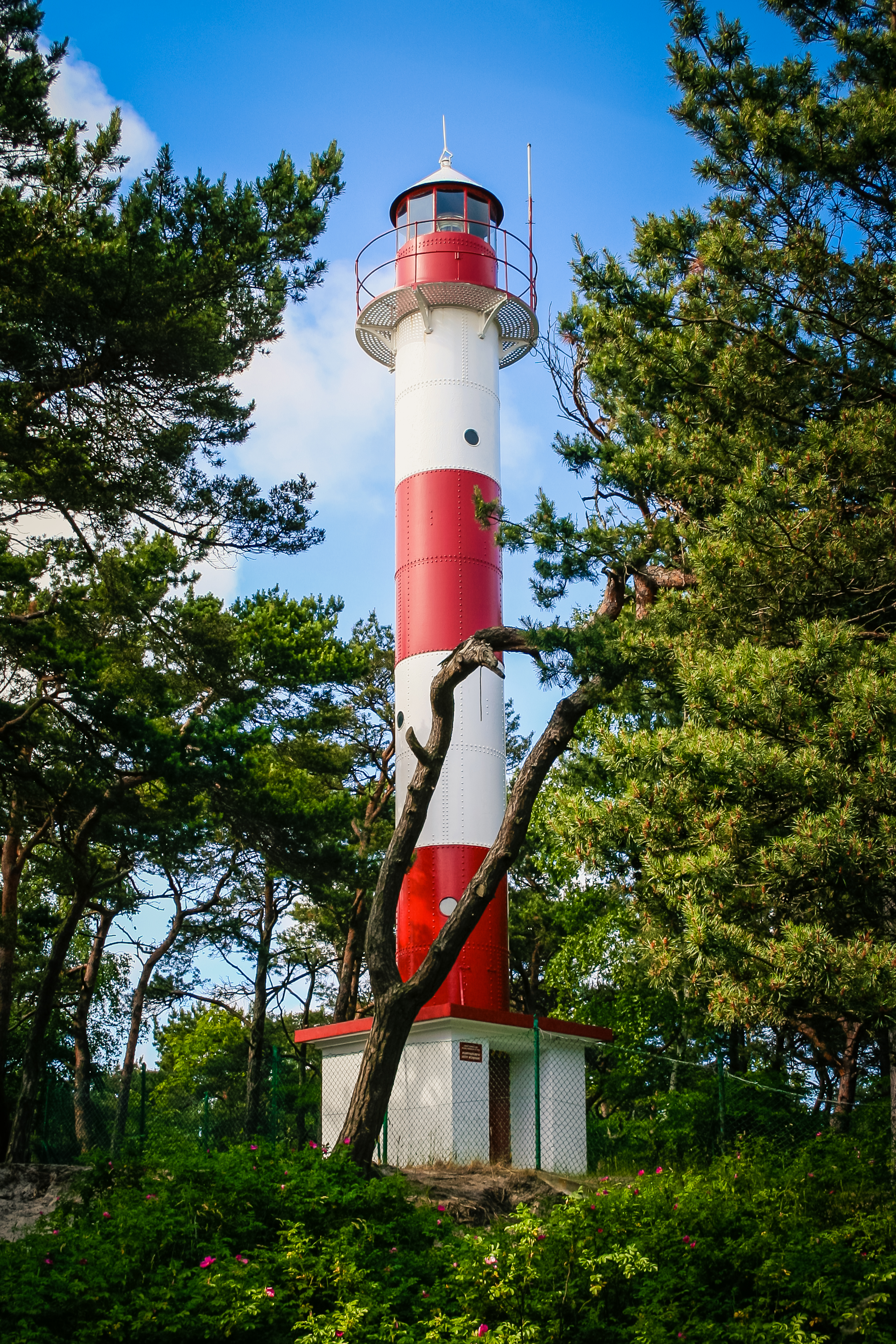
Leuchtturm
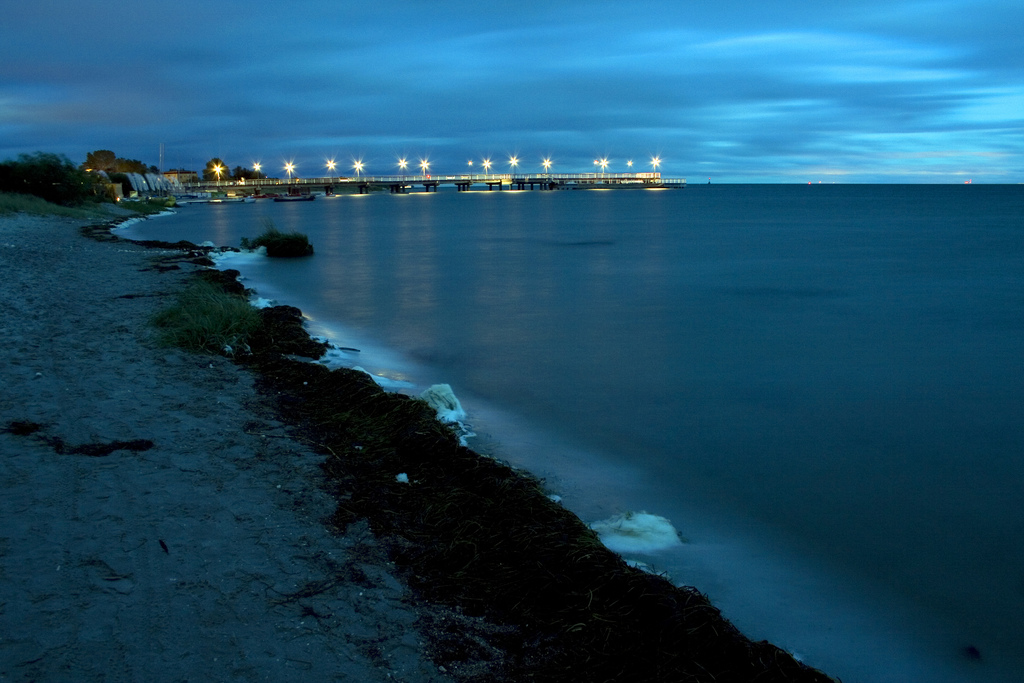
Seebrücke Jastarnia
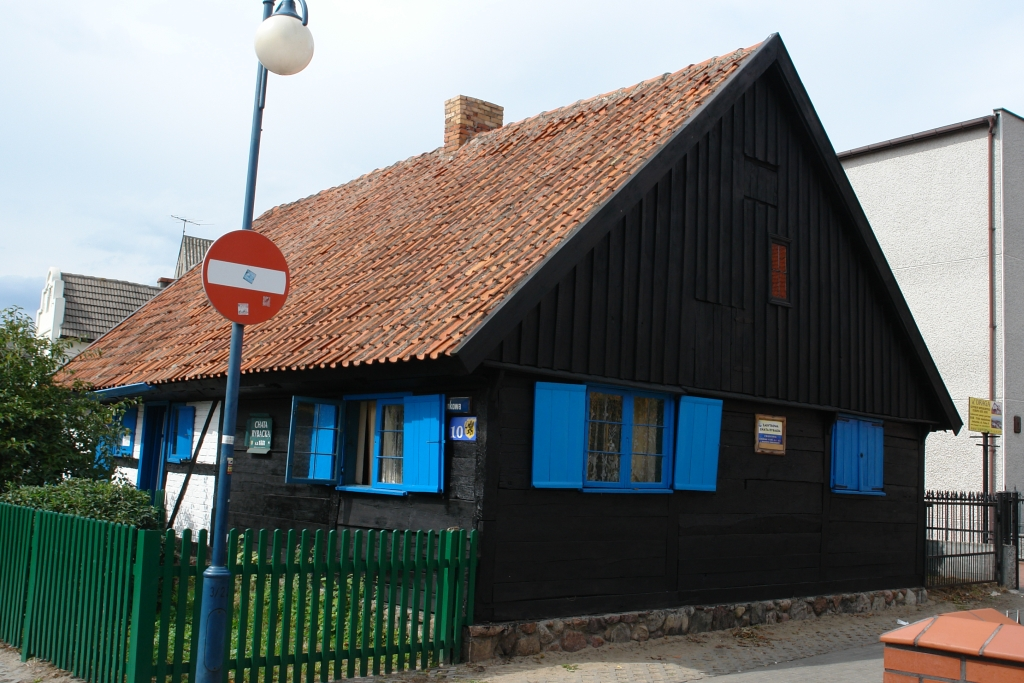
Fischerhütte

### Demographie
| Jahr | Einwohner | Anmerkungen |
| ---- | --------- | --- |
| 1818 | 231       | Fischerdorf; darunter 15 Lutheraner und 216 Katholiken, insgesamt 52 Feuerstellen (Haushaltungen) |
| 1852 | 325       | Dorf |
| 1864 | 357       | am 1. Dezember, Gemeindebezirk |
| 1867 | 355       | am 3. Dezember, Kämmerei-Fischerdorf |
| 1871 | 388       | am 1. Dezember, Kämmerei-Fischerdorf, davon drei Evangelische und 385 Katholiken |
| 1905 | 341       | nur Katholiken |
| 1910 | 392       | am 1. Dezember, Gemeindebezirk, darunter drei mit deutscher Muttersprache (Katholiken), 99 mit polnischer Muttersprache (sämtlich Katholiken) und 290 mit kaschubischer Muttersprache (sämtlich Katholiken) |

| Jahr | Einwohner | Anmerkungen |
| ---- | --------- | --- |
| 1818 | 184       | Fischerdorf; nur Katholiken, insgesamt 46 Feuerstellen (Haushaltungen) |
| 1852 | 232       | Dorf |
| 1864 | 312       | am 1. Dezember, Gemeindebezirk |
| 1867 | 339       | am 3. Dezember, königliches Fischerdorf |
| 1871 | 349       | am 1. Dezember, königliches Fischerdorf, nur Katholiken |
| 1905 | 497       | [ 19 ] |
| 1910 | 521       | am 1. Dezember, Gemeindebezirk, darunter 29 mit deutscher Muttersprache (vier Evangelische, 23 Katholiken, ein sonstiger Christ und ein Jude), 140 mit polnischer Muttersprache (sämtlich Katholiken) und 344 mit kaschubischer Muttersprache (sämtlich Katholiken) |

## Sehenswürdigkeiten
- Fischerhäuschen im Zentrum des Ortes
- Fischerhütte (polnisch: Chata rybacka) in der ulica Rynkowa 10
- Fischermuseum (polnisch: Muzeum rybackie) in der ulica Mickiewicza
- Neobarocke Kirche von 1931 mit einer Kanzel in Form eines Fischerbootes
- Leuchtturm

## Gmina
Zur Stadt-und-Land-Gemeinde Jastarnia gehören die namensgebende Stadt und weitere Ortschaften.

### Partnerschaften
- Elbe-Parey, Deutschland
- Waldenburg, Polen

## Verkehr
Trotz der exponierten Lage ist Jastarnia über die Bahnstrecke Reda–Hel an das polnische Eisenbahnnetz angeschlossen. Personenzugverbindungen nach Gdynia gibt es nahezu stündlich.
Der Ort ist über einen Radweg zu erreichen, der die gesamte Halbinsel Hel erschließt.